# Asociación de creadores de animación japonesa
Asociación de creadores de animación japonesa (JAniCA) (日本アニメーター・演出協会?) es un sindicato que representa a los trabajadores de la industria de la animación japonesa. El grupo se formó en junio de 2007 como una organización sin ánimo de lucro dedicada a elevar el nivel de vida de los trabajadores en la industria del anime incluyendo salarios dignos.

## Historia
JAniCA es el primer sindicato que se forma para la industria de la animación japonesa desde que se inició la producción de anime. El 15 de octubre de 2007, más de 500 animadores se reunieron para anunciar la formación bajo su presidente Toyoo Ashida. Entre los otros creadores que hablaron en la conferencia de prensa el 13 de octubre eran el director Satoshi Kon, director de animación Moriyasu Taniguchi, profesor de la escuela de postgrado de la Universidad de Tokio Yasuki Hamano, editor Nobuyuki Takahashi y director de animación Akihiro Kanayama.
En junio de 2008 el sindicato se constituyó legalmente como una corporación intermediaria de responsabilidad ilimitada con la sociedad para continuar con la mejora de las condiciones de trabajo en la industria de la animación japonesa.
En 2010, los miembros deJAniCA se lanzaron. El grupo de trabajo de animación recibió 214.500.000¥ de yenes (alrededor de $2.27 millones de dólares) de la Agencia del gobierno japonés de asuntos culturales, y distribuye la mayor parte de esos fondos a estudios para capacitar a jóvenes animadores en el trabajo durante el año. Una de las razones para el apoyo de la Agencia de asuntos culturales es la preocupación de que más del proceso de la animación japonesa se subcontrata en el extranjero lo que conduce a una disminución de oportunidades para enseñar técnicas de animación dentro de Japón. En 2011 la agencia, una vez más aportó fondos para JAniCA para seleccionar más jóvenes para los proyectos de formación con los mismos presupuestos.
 A partir de 2012, este proyecto ha sido renombrado como "Anime Mirai" (アニメミライ?  lit. Animation Future).